# Fernand Prax
Pour les articles homonymes, voir Prax.
Jean Louis Fernand Prax (Marmanhac, 26 juin 1890 - Arpajon-sur-Cère, 1970) est un poète et félibre français de langue d’oc.
La Vallée des poètes lui a rendu hommage le 8 juillet 2001. Une rue de Marmanhac porte son nom au Hameau des Poètes depuis 2009

## Biographie
Né au hameau de Mézergues, à Marmanhac au cœur du Cantal en 1890, Fernand Prax poursuit ses études au Petit Séminaire de Pleaux, puis au Lycée d’Aurillac où il étudie la philosophie, le latin et le grec, la littérature moderne et classique. Virgile et Homère seront ses maîtres à penser.
Il travaille avec son père, marchand de vins, ce qui l’amène à faire de fréquents voyages en Pays d’Oc où les vignerons parlent sa langue, son « patois », la langue d'oc. Son temps libre, il le passe à la chasse, où son amour de la nature lui inspire des lignes poétiques, et à la lecture, où il parfait sa connaissance des œuvres d'Arsène Vermenouze, de Frédéric Mistral, amoureux comme lui de la terre et de la langue d’oc.
En 1924, il adhère à « l’Escolo Oubernhato », filiale du « félibrige » de Mistral. Ses poèmes sont régulièrement publiés dans Lo Cobreto. En 1929, il publie son premier livre, Lo Glèbo Mairalo (la glèbe maternelle), recueil de poèmes à la terre natale contenant aussi une pièce de théâtre homonyme. En 1926, il obtient 2 premiers prix aux Jeux Floraux. En 1930, l’ensemble de son œuvre lui vaut les Palmes Académiques. En 1936, il est nommé Officier de l’Instruction Publique.
Au cours de ces années il fréquentera tous les poètes et écrivains locaux : Eugène Pagès, Dommergues, Jean Courchinoux, Étienne Marcenac, Camille Gandilhon Gens d'Armes, etc.
Le poète était aussi un grand amuseur : dans Lou Permis de Counduire (le permis de conduite) il nous raconte son premier affrontement avec le modernisme. Son dernier livre Historios de toutos menos (histoires de toutes sortes) regroupe des poèmes bucoliques et des nouvelles humoristiques.
Pour être accessible au plus grand nombre de lecteurs, il a choisi d’écrire l’auvergnat de façon presque phonétique, ce qui lui a valu beaucoup de polémiques de la part des "occitans" ; mais tous ceux qui connaissent « le Patois » pour l’avoir entendu parler dans leur village, se réjouissent de pouvoir le lire sans difficulté.
Depuis 1970 il repose au cimetière de Marmanhac.

## Œuvres
- Nombreux poèmes publiés dans Lo Cobreto
- Lo Glèbo Mairalo, Ourlhat (Aurillac) : est. de Lo Cobreto, 1929
- Historios de toutos menos, Aurillac : Gerbert, [s.d.]
- Les œuvres de Fernand Prax ont été lues par Jean Vezole[2]
- Notice CIRDOC[3]